# Just 4 Fun
Just 4 Fun est un ancien groupe norvégien, actif au début des années 1990. 

## Histoire
Les membres étaient Marianne Antonsen, Jan Groth, Eiríkur Hauksson et Hanne Krogh. Krogh représente la Norvège au Concours Eurovision de la chanson 1971 avec la chanson Lykken er et obtient la 17e place. 14 ans plus tard elle remporte le concours avec le groupe Bobbysocks et la chanson La det swinge. Hauksson représente l'Islande au Concours Eurovision de la chanson 1986 dans le groupe ICY et obtient la 16e place.
Just 4 Fun représente la Norvège au Concours Eurovision de la chanson 1991 à Rome, en Italie, avec la chanson Mrs. Thompson. C'est la seule fois où la télévision norvégienne choisit un participant sans organiser le Melodi Grand Prix. Ce n'est pas un bon choix puisque le groupe termine à la 17e place.